# 萊克賽德鎮區 (明尼蘇達州卡頓伍德縣)
萊克賽德鎮區（英語：Lakeside Township）是位於美國明尼蘇達州卡頓伍德縣的一個行政鎮區。

## 地方資料
萊克賽德鎮區的面積為91.40平方千米，當中陸地面積為86.80平方千米，而水域面積為4.60平方千米。根據2020年美國人口普查的數據，當地共有人口237人，而人口密度為每平方千米2.59人。